# Bernard z Wąbrzeźna
Bernard z Wąbrzeźna, O.S.B. (vlastním jménem: Błażej Pęcharek; 25. února 1575, Wąbrzeźno – 2. června 1603, Lubiń) byl polský římskokatolický kněz, benediktin. V současné době probíhá proces jeho blahořečení a náleží mu titul služebník Boží.

## Život
Narodil se 25. února 1575 v Wąbrzeźna, jako jedno ze sedmi dětí starosty Pawła Pęcharka a jeho manželky Doroty rozené Sasinové. Při křtu získal jméno Błażej. Po absolvování farní školy se ve 12 letech začal vzdělávat v Jezuitské koleji v Poznani. Ve věku 24 let vstoupil do noviciátu v Lubińském opatství, kde se brzy stal mistrem noviců. Po složení slibů dostal za patrona svatého Bernarda z Clairvaux. Choval velkou oddanost k Panně Marii. I v chladu se dlouhou modlil před Nejsvětější Svátostí.
Byl duchovním otcem benediktinského opatství v Lubińu.
Měl velkou křesťanskou ctnost, nesobeckou lásku k bližním a soucit pro nemocné a chudé. Zemřel 2. června 1603 v Lubińu pravděpodobně na tuberkulózu.
Zvláště ho uctívají v Grodzisku Wielkopolskim, kde podle legendy požehnal prázdnou studnu a ona se zas naplnila vodou.

## Proces blahořečení
Proces byl zahájen 18. března 2009 v poznaňské arcidiecézi.